# Raúl Bentancor
Raúl Higinio Bentancor Ferraro (Montevideo, 11 de enero de 1930 — Montevideo, 3 de mayo de 2012) fue un futbolista y entrenador uruguayo que jugaba en la posición de centrodelantero.

## Trayectoria
A partir de 1947 y hasta 1957 jugó en el Danubio Fútbol Club, con el que fue vicecampeón uruguayo en 1954. En 1958 pasó al Montevideo Wanderers.
Entre 1959 y 1964 jugó en el Sport Club do Recife de la ciudad de Recife, capital del estado de Pernambuco en la región Nordeste de Brasil. Fue llevado por el uruguayo Walter Morel, quien ya jugaba allí. Se convirtió en uno de los ídolos históricos de este equipo y su mayor goleador. Ganó el Torneo Norte-Nordeste de 1962 y los campeonatos pernambucanos de 1961 y 1962. El periodista recifense Aramis Trindade lo llamó «el bigote que juega» («o bigode que joga»).
Fue director técnico del Sport Club do Recife entre 1965 y 1970. Dirigió a Danubio, Bella Vista, Wanderers, Deportivo Saprissa de Costa Rica y las divisiones formativas de Nacional. Como entrenador de la selección uruguaya sub-20 ganó los campeonatos de Venezuela 1977 y Uruguay 1979, obtuvo el cuarto puesto en Túnez 1977 y el tercero en Japón 1979. También dirigió a la selección absoluta uruguaya en 1977, en los dos partidos que por eliminatorias le restaban disputar frente a Venezuela y Bolivia, después de quedar eliminado del Mundial de Argentina 1978.
Con motivo de su fallecimiento y en su homenaje, el Sport Club de Recife jugó con el nombre de Raúl Bentancor impreso en sus camisetas en el primer partido de la final del campeonato pernambucano de 2012, frente al Santa Cruz Futebol Clube, en el estadio de Arruda.
Era el abuelo materno de Alejandro Lembo.

## Clubes
| Club                 | País    | Año       |
| -------------------- | ------- | --------- |
| Danubio              | Uruguay | 1947-1957 |
| Montevideo Wanderers | Uruguay | 1958      |
| Sport Club do Recife | Brasil  | 1959-1963 |